# Каскад (зачіска)

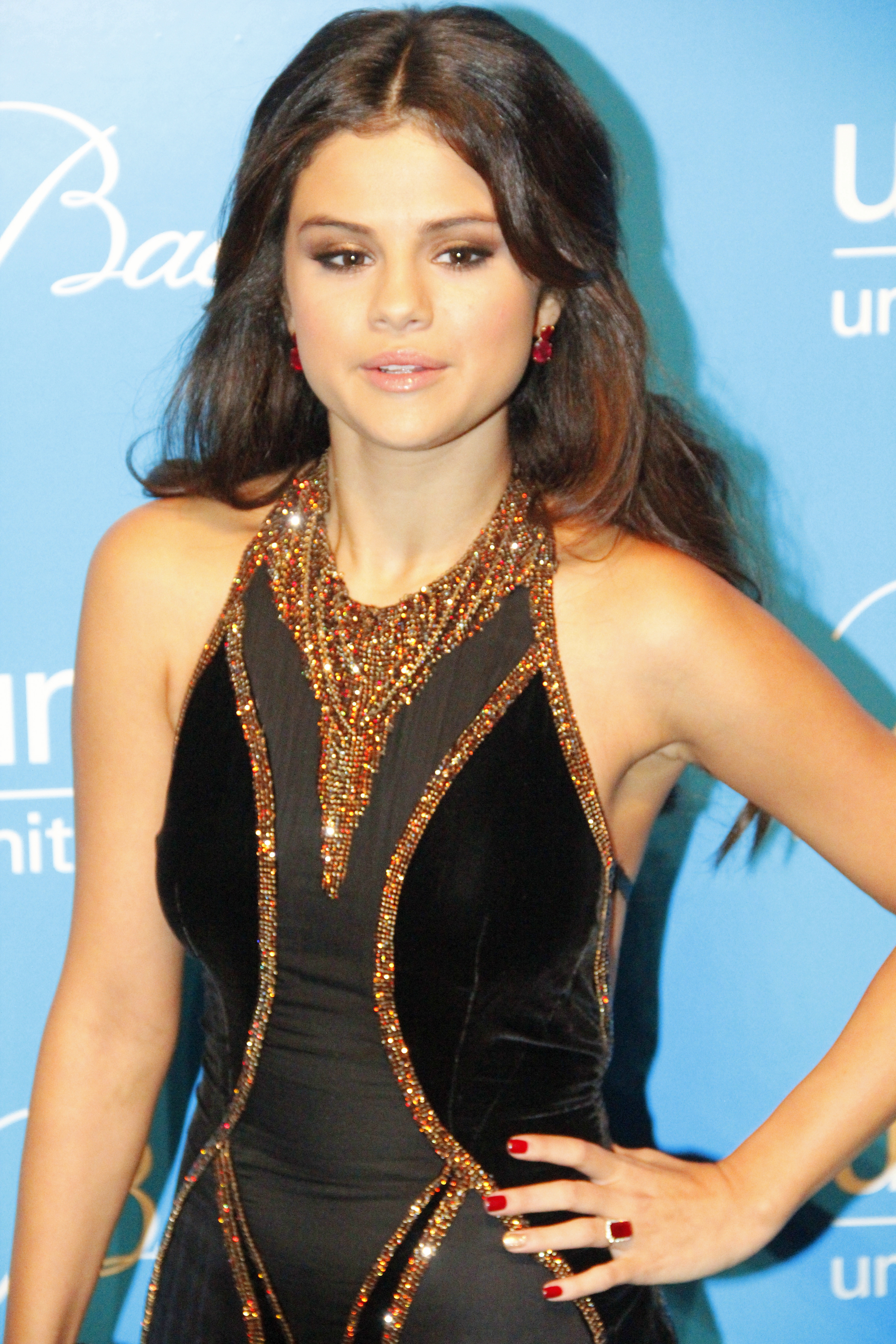
Селена Гомес із зачіскою каскад

Каскад  - зачіска що полягає в підстриганні волосся прядками різної довжини по всій довжині волосся. Прядки різної довжини чітко розмежовуються і формують кілька стилістичних "хвиль", що немовби скочуються по волоссю. Зачісці каскад характерний пишний об'єм і яскраво виражені перепади довжини волосся
.
Каскад, як і багато інших зачісок, може мати кілька видів. Зачіска може різнитися по довжині волосся, кількості шарів каскаду, а також техніці виконання шарів. Шари у зачісці каскад об'ємно накладаються один на інший . Зачіска каскад відмінно підходить практично для всіх типів волосся - наприклад прямого, тонкого або трохи кучерявого..